# Charles de Rohan, Príncipe de Soubise
Charles de Rohan, Príncipe de Soubise, duque de Rohan-Rohan, duque de Ventadour y señor de Roberval. (Versalles, 16 de julio de 1715- París, 1 de julio de 1787). Fue mariscal de Francia y  ministro durante los reinados de Luis XV y  Luis XVI. 

## Biografía
Charles de Rohan nació en  Versalles el 16 de julio de 1715. Era hijo de Jules François Louis de Rohan, príncipe de Soubise, teniente-capitán de los gendarmes de la Guardia del Rey, y de Ana Julia Adelaida de Melun hija de Luis I de Melun e Isabel Teresa de Lorena. Su padre falleció de viruela el 6 de mayo de 1724 y su madre murió también de la misma enfermedad solo 12 días después.
Tras el fallecimiento de sus padres se hizo cargo de él su abuelo, el príncipe Hercules-Mériadec de Rohan-Soubise, veterano militar que había participado en las batallas de Steinkerque, Leuze, Neerwinden, Ramillies, Oudenarde y Malplaquet y que residía largas temporadas en Versalles. De este modo conoció a Luis XV, quien solo era cinco años mayor que él y con el que entabló una gran amistad.

### Carrera militar y política
Charles de Rohan tuvo una carrera fulgurante amparada por la amistad con Luis XV. Comenzó sirviendo en los mosqueteros pero en 1734 ya era capitán general de los gendarmes de la Guardia del Rey tras la renuncia de su abuelo, que ostentaba el cargo. En 1740 fue nombrado brigada de Caballería y en 1743 brigadier. En la guerra de Sucesión Austriaca sirve bajo las órdenes de Adrien Maurice de Noailles en la batalla de Dettingen.
Poco después participó en el asedio de Friburgo, donde fue herido en un brazo, y en la batalla de Fontenoy el 11 de mayo de 1745.

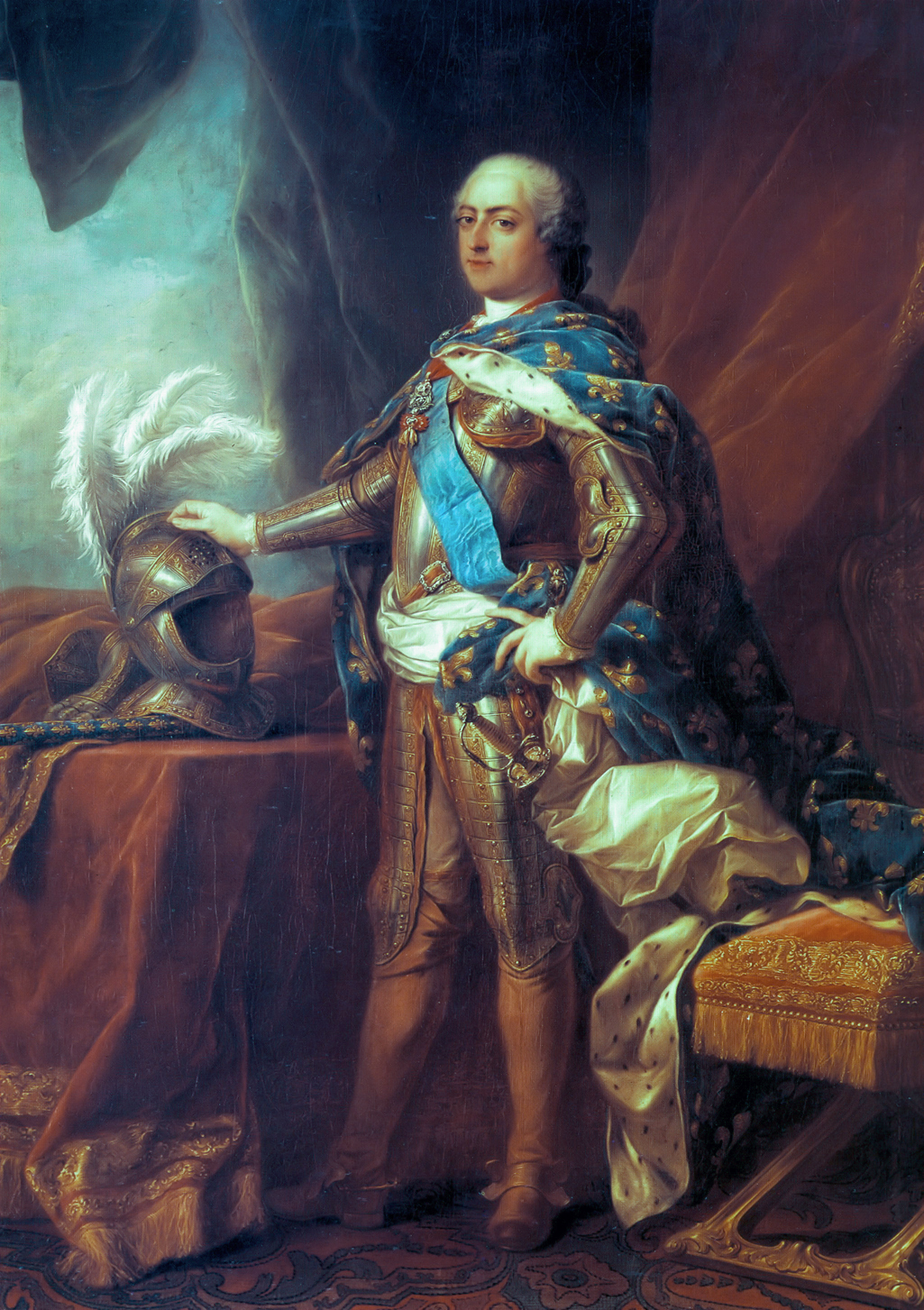
Luis XV de Francia. Obra de Louis-Michel van Loo.

Intervino en el asedio de Tournay que capituló el 25 de mayo. En 1746, tomó Malinas, que le valió el grado de mariscal de campo y el dominio de Flandes.
En 1747 tomó parte en la batalla de Rocoux. Fue nombrado teniente general del ejército en 1748, en que terminó la guerra con el Tratado de Aquisgrán.
Tras la muerte de su abuelo, Hércules-Mériadec de Rohan-Soubise el 26 de enero de 1749, se convirtió en duque de Rohan-Rohan .
En 1751 fue nombrado gobernador de Flandes y Henao, gobernador de la ciudad de Lille a la muerte del duque de Boufflers. En 1755, Luis XV lo nombró ministro de Estado desempeñando el papel de controlador general de Finanzas hasta 1756. 
Ese año comenzó la Guerra de los Siete Años. Francia se alía con el Sacro Imperio Romano Germánico, Rusia y Suecia contra Prusia y el Reino Unido. Charles de Rohan obtuvo, a través de la influencia de Madame de Pompadour, el comando de un cuerpo de 24.000 hombres que deben cruzar el Bajo Rin en 1757. Estas tropas están separadas del contingente principal del ejército francés dirigido por Louis Charles César Le Tellier. Conquista Cléveris y Güeldres, y en menos de ocho días empujó al ejército de Hannover, mandado por Guillermo Augusto, duque de Cumberland, hacia el norte. Atraviesa Hesse-Kassel hacia Franconia, donde se reúne con el general imperial José Federico de Sajonia-Hildburghausen. Las tropas franco-imperiales debían invadir Sajonia, pero la campaña sufrió por la falta de cooperación entre los dos generales. Charles de Rohan debía actuar como auxiliar de Hildburghausen pero se negaba a aceptar este rol. 
El ejército franco-imperial fue derrotado el 5 de noviembre de 1757 por Federico II de Prusia en la batalla de Rossbach. Esta derrota costó a los franceses 5.000 muertos y 7.000 prisioneros. Tras la batalla regresó a la corte, donde es objeto de epigramas que se mofaban de él y de Madame de Pompadour. Era odiado como favorito por los demás cortesanos, pero Luis XV se mantuvo firme en su apoyo y le nombró ministro de Estado con una pensión de 50.000 libras.
En mayo de 1758, Charles de Rohan vuelve a la guerra. El 15 de julio de 1758 se apodera de Marburgo donde encontró gran cantidad de forraje y municiones. Poco después tomó Ziegenhain, donde se apoderó de 14 cañones y 6.000 sacos de harina.

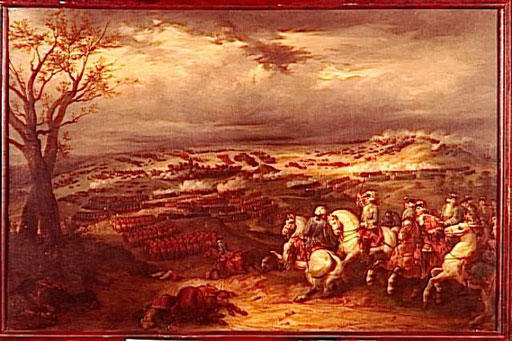
Batalla de Lutzelberg. Obra de Etienne Achille Demahis.

El 13 de julio de 1758 vence en la  batalla de Sondershausen a las tropas de Hesse y Hanóver. En septiembre invade el Electorado de Hanover. El 10 de octubre de 1758 vence en la batalla de Lutzelberg, causando al ejército de Hanóver y de Hesse muchas bajas y tomando 800 prisioneros. Luego se apodera de todo Hesse-Darmstadt. Tras los méritos cosechados en esta campaña, Charles de Rohan es nombrado Mariscal de Francia.
En 1761 se le confió un ejército de 110.000 hombres que debía coordinarse con uno más pequeño al mando de Victor-François de Broglie. El ejército francés se encontró con el ejército aliado, comandado por Fernando de Brunswick, cerca del Bosque Teutónico. La proporción de soldados era favorable a los franceses, quienes, sin embargo, tenían poca coordinación por la rivalidad que existía entre los dos generales.
Con el fin de conseguir todo el mérito, De Broglie atacó la posición enemiga el 15 de julio en solitario, siendo rechazado con grandes bajas. A la mañana siguiente, Carlos de Rohan, desairado, atacó en solitario. Las descoordinación de las fuerzas francesas y la enemistad de los dos generales provocó que las tropas francesas fueran vencidas en la batalla de Villinghausen, perdiendo 5.000 soldados.
De Broglie trató de culpar de la derrota a Charles de Rohan enviando un escrito a la corte. Sin embargo, Carlos de Rohan también había enviado una carta y, como estaba protegido por madame de Pompadour, De Broglie fue culpado de la derrota.
En la campaña de 1762, Charles de Rohan sirvió a las órdenes de Louis Charles César Le Tellier, duque d'Estrées, con quien venció en la batalla de Johannisberg a Fernando de Brunswick. Esta fue la última batalla en la que participó Charles de Rohan.
La Guerra de los Siete Años concluyó poco después con el Tratado de Hubertusburg. Al terminar la guerra, Charles de Rohan se reintegra a la vida cortesana. Luis XV decide en 1769 presentar en la corte a Madame du Barry, que sufre un rechazo generalizado promovido por las Mesdames de Francia. Carlos de Rohan trató de romper este rechazo reforzando su posición en la corte.
Al fallecer Luis XV el 10 de mayo de 1774, será el único que demuestre un verdadero pesar siguiendo el cortejo fúnebre que consistía sólo en unos pocos lacayos y pajes a pie bajo la lluvia hasta Saint-Denis.
Tras la muerte de Luis XV, pretendió retirarse de la vida pública, pero Luis XVI le confirmó como ministro de Estado, puesto que desempeñó hasta 1784 cuando se vio salpicado por los escándalos de la bancarrota de su yerno, Henri Louis de Rohan, duque de Montbazon, y por el asunto del collar que involucró a Luis René Eduardo Rohan. Aunque Carlos de Rohan no había tenido nada que ver directamente con los escándalos, prefiere dimitir. 
Muere el 1 de julio de 1787 en el Hotel de Soubise de París, golpeado por una apoplejía a la edad de 72 años.

## Matrimonios
Primer matrimonio: con Ana María Luisa de La Tour d'Auvergne (1722-1739), hija de Emmanuel Théodose de La Tour d'Auvergne. De este matrimonio nació:
1. Carlota de Rohan (1737-1760), casada con Luis José de Borbón-Condé y madre de Luis Enrique José de Borbón-Condé.

Segundo matrimonio: con Ana Teresa de Saboya-Carignano (1717-1745) hija de Víctor Amadeo I de Saboya-Carignano. De este matrimonio nació:
1. Victoria Josefa de Rohan-Soubise (1743-1807), conocida como "Madame de Guéméné" o "Princesa de Guéméné", casada con  Enrique Luis de Rohan, Príncipe de Rohan-Guéméné, Gran Chambelán de Francia.

Tercer matrimonio: con Victoria de Hesse-Rotenburg (1728-1792), hija de José de Hesse-Rotenburg.